# Leptocola
Leptocola (лат.) — род богомолов из семейства Deroplatyidae (ранее в Angelinae из Mantidae). Известен из Африки. Род включает около десяти видов и был впервые выделен в 1883 году немецким энтомологом Карлом Эдуардом Адольфом Герштеккером (Gerstaecker, 1828—1895), типовой вид Leptocola gracillima Gerstaecker.
От близких групп род отличается следующими признаками: передние голени короткие, сильно редуцированы, едва ли на четверть длины передних бёдер; когтевая борозда находится примерно в начале дистальной четверти передней части бедра; внутренние апикальные доли передних тазиков расходятся; первый дисковидный шип переднего бедра короче второго.
- Leptocola fragilis Giglio-Tos, 1916
- Leptocola giraffa Karsch, 1894
- Leptocola gracilis Lombardo, 1989
- Leptocola gracillima Gerstaecker, 1883
- Leptocola phthisica Saussure, 1869
- Leptocola seriepunctata Karsch, 1892
- Leptocola stanleyana Westwood, 1889